# Hotel Transylvánie 2
Hotel Transylvánie 2 (v anglickém originále Hotel Transylvania 2) je americký animovaný film. Jeho režisérem je Genndy Tartakovsky, který stál i za předchozím filmem série – Hotel Transylvánie (2012). Hlavní postavu hraběte Drákuly namluvil opět Adam Sandler. Další postavy namluvili například Andy Samberg, Selena Gomezová a Steve Buscemi. Sandler je rovněž spolu s Robertem Smigelem autorem scénáře. Příběh filmu se odehrává sedm let po ději filmu Hotel Transylvánie. Drákulův hotel je nyní oproti předchozímu dílu otevřen i pro lidi. Drákulova dcera Mavis má nyní syna, který však zjevně nemá žádné upíří vlastnosti, což Drákulovi vadí. Hudbu k filmu složil stejně jako v předchozím případě Mark Mothersbaugh.